# Creciente (Pontevedra)
Creciente (oficialmente, en gallego, desde 1985, Crecente) es un municipio español de la provincia de Pontevedra, perteneciente a la comunidad autónoma de Galicia. El término municipal, parte de la comarca de Paradanta, tiene una población de 1938 habitantes (INE 2024).

## Situación
Es uno de los municipios más al sur de la provincia de Pontevedra, limita con Arbo, La Cañiza, provincia de Orense y Portugal.

## Historia
Hacia mediados del siglo XIX, el municipio tenía contabilizada una población de 4741 habitantes. Aparece descrito en el séptimo volumen del Diccionario geográfico-estadístico-histórico de España y sus posesiones de Ultramar de Pascual Madoz con las siguientes palabras:

CRECENTE: ayunt. en la prov. de Pontevedra (7 leg.), part. jud. de Cañiza (1), dióc. de Tuy (7), aud. terr. y c. g. de la Coruña (26): sit. á la der. del r. Miño, con libre ventilacion y clima saludable. Comprende las felig. de Albeos, San Juan; Ameijeiro, San Jorge; Angudes, San Juan; Crecente, San Pedro (cap.); Filgueira, San Pedro; Freijó, San Roque; Quintela, San Cayetano; Rebordechan, Sta. Maria; Ribera, Santa Marina; Sendelle, Sta. Cruz, y Villar, San Jorge. El térm. municipal confina N. Melon; E. Ribadavia (cap. del part. jud. de su nombre); S. r. Miño, y O. Valeije. El terreno participa de monte y llano, y es de buena calidad: le cruzan varios riach., entre los cuales es el mas notable el Noceijas, el cual atraviesa por el O. de este ayunt., y confluye en el Miño en las inmediaciones de la felig. de Albeos: tienen varios puentecillos mas ó menos considerables que facilitan su tránsito á los viajeros. El terreno participa de monte y llano, y es bastante fértil. Los caminos locales y en mal estado por la mucha humedad y lodazales que hay en ellos. El correo se recibe en la cap. del part , procedente de Ribadavia. prod.: cereales, vino, lino, legumbres, hortaliza y frutas, se cria ganado vacuno, mular, caballar, de cerda, lanar y cabrio. ind.: agricultura, molinos harineros y telares de lienzos ordinarios. pobl.: 1,247 vec., 4,741 alm. riqueza imp.: 274,952 rs. contr., 97,459.
(Madoz, 1847, p. 165)

## Geografía humana

### Demografía
Cuenta con una población de 1938 habitantes (INE 2024).
| Gráfica de evolución demográfica de Crecente entre 1842 y 2021 |
| |
| Población de derecho según los censos de población del INE Población de hecho según los censos de población del INEEn estos censos se denominaba Creciente: 1857, 1860, 1877, 1887, 1897, 1900, 1910, 1920, 1930, 1940, 1950, 1960, 1970 y 1981 |

### Parroquias
Parroquias que forman parte del municipio:
- Albeos (San Juan)
- Ameijeira[8]
- Angudes (San Juan)
- Crecente (San Pedro)
- Filgueira (San Pedro)
- Freijo[8]
- Quintela (San Cayetano)
- Rebordechán (Santa María)
- Ribera[8]
- Sendelle (Santa Cruz)
- Villar[8]

## Monumentos
Además de un castillo, existe un antiguo monasterio del siglo XII, una ya descatalogada ruta del antiguo camino portugués a Santiago de Compostela, una vía romana y el camino real que unía Madrid con la costa pasando por ese municipio.
Dispersos por el término municipal también hay 3 castros celtas en estado de abandono y unos enterramientos prehistóricos situados en la parroquia de Albeos, en el barrio del Outeiro. Y en la misma parroquia hay un pequeño pazo fortificado llamado "Pazo da Fraga".